# 中国平安保険

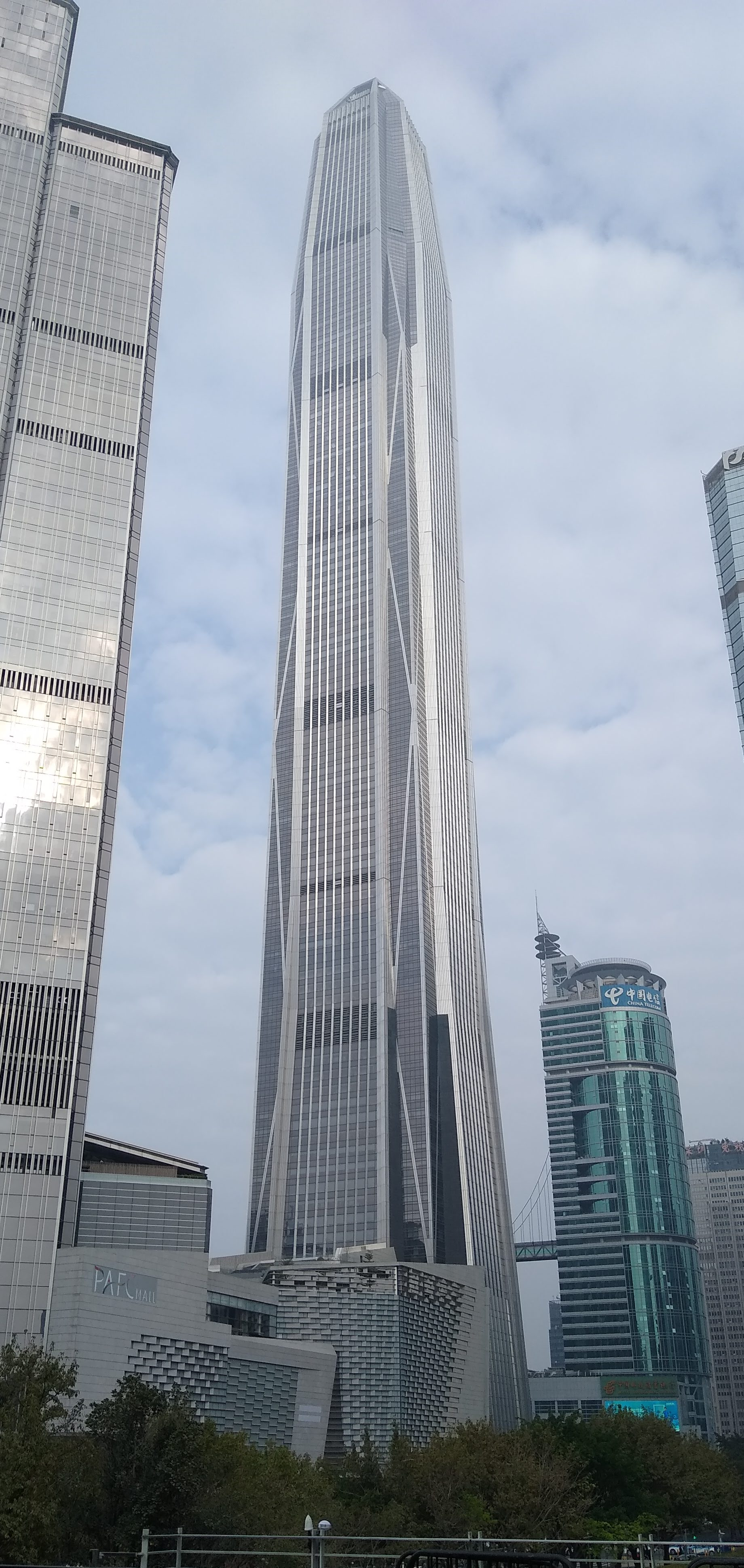
平安国際金融中心

中国平安保険（ちゅうごくへいあんほけん、中国語: 中国平安保险(集团)股份有限公司、拼音: Zhōngguó Píng Ān Bǎoxiǎn (Jítuán) Gǔfèn Yǒuxiàn Gōngsī、英語: Ping An Insurance (Group) Company of China, Ltd.）は中華人民共和国広東省深圳市に本社を置く保険会社である。中国の四大保険会社の一つで、配下に平安銀行も持ち、不動産管理も重要な業務とする企業集団である。 
この会社の分社に当たる中国平安保険財産保険(厦門)分公司は2017年に起きた某訴訟財産保全責任保険における保全担保において、保険担保ビル(保単)を改ざんし、もとの担保責任範囲を628万元から200万元に引き下げ、裁判所や被保全者を騙し、自己担保責任を軽くさせるようにして、保険金をだまし取る詐欺に関わった疑いで、警察に通報され、今地元の廈門市経済犯罪偵査隊が事件かを調査中らしいという。

## 概要
中国平安は中国国内で金融ライセンスを最も多く持つ企業であり、かつ最も多様な業務領域に展開する総合金融サービスグループである。中国国内におけるグループ企業には、中国平安人寿保険株式有限公司（平安人寿）、中国平安財産保険株式有限公司（平安産険）、平安養老保険株式有限公司（平安養老険）、平安健康保険株式有限公司（平安健康険）、銀行系の平安銀行株式有限公司（平安銀行）、投資会社系の平安信託投資有限責任公司（平安信託）、証券系の平安証券株式有限公司（平安証券）、アセットマネジメント系の平安大華基金株式有限公司（大華基金）などの子会社があり、保険・銀行・投資関連の金融商品及びサービスの全機能を提供できる有数の金融グループである。インターネット金融の業績は2015年度に急速的に伸び、それを新たな事業の柱に構築した。2015年度の連結決算によると、平安のインターネットユーザー数は同比75.9%増の2.42億人、インターネット金融の関連会社のユーザー数は1.83億人にも達した。
中国平安は正社員27.5万名、保険の営業職員87万名を擁している。2015年度の連結決算によると、総資産は4.77兆元（約81兆円）、売上は6,932億元（約11兆円）である。保険の売上について、生命保険業界で平安人寿は中国2位で、損害保険業界で平安産険も中国2位である。
中国平安は、2016年版フォーブス・グローバル2000(The World’s Biggest Public Companies 2016 RANKING)で20位、2016年版フォーチュン・グローバル500ランキングで41位（中国の非国営企業では3年連続1位）、イギリスWPP社よりブランド価値をランク付けした2016年版「Top 100 Most Valuable Chinese Brands」で9位、「Top 100 Global Brands」で68位を取得した。
2014年より中国サッカー・スーパーリーグ（CSL）のタイトルスポンサーとなった。
2016年に完成した新たな本社ビル（平安国際金融中心）は深圳市で一番高いビルである。
2017年に日本の漢方薬最大手ツムラに出資して筆頭株主となった。

## 沿革
- 1988年4月- 馬明哲が深圳平安保険公司を広東省深圳市で設立
- 1992年6月- 中国平安保険公司へ社名変更
- 2003年1月- 中国平安保険(集団)股份有限公司を設立し、持株会社へ移行
- 2004年6月- 香港証券取引所に上場
- 2007年3月- 上海証券取引所に上場

## 子会社・関連会社

### 保険事業
- 中国平安人寿保険株式有限公司
- 中国平安財産保険株式有限公司
- 平安健康保険株式有限公司
- 平安養老保険株式有限公司
- 中国平安保険（香港）有限公司

### 銀行事業
- 平安銀行株式有限公司
- 平安国際融資リース有限公司
- 平安普恵金融業務集群

### 投資事業
- 平安信託有限責任公司
- 平安証券有限責任公司
- 平安資産管理有限責任公司
- 中国平安保険海外（控股）有限公司
- 中国平安資産管理（香港）有限公司
- 平安大華ファンド管理有限公司
- 平安不動産有限公司
- 深圳市平安創新資本投資有限公司

### インターネット金融事業
- 陸金所控股有限公司（Lufax）
- 深圳万里通網絡信息技術有限公司（Wan Li Tong）
- 平安好房（上海）電子商務有限公司（Good House）
- 平安健康互聯網株式有限公司（Good Doctor）
- 平安付智能技術有限会社（Ping An Pay）
- 深圳前海普恵衆籌交易株式有限公司（Cloud Funding）
- 深圳前海征信中心株式有限公司（Credit Reference）

### 主要投資先
- 上海家化（集団）有限公司
- 緑地集団
- 雲南白薬

## 日本での事業展開
中国平安グループは2015年11月11日に、日本法人である平安ジャパン・インベストメント株式会社を設立し、日本での投資ファンド事業を開始した。2016年5月には運営する平安ジャパン・インベストメント1号投資事業有限責任組合が、澤田ホールディングスからアスコット株式の32.3%を取得して筆頭株主となった。
また、2021年には、香港にあるグループ企業中国平安保険（集団）股份有限公司の100%子会社PA Ace IV (HK) Limitedとして、廣済堂株式の第三者割当を受け、15.06%を取得し、2023年6月まで同社の筆頭株主であった。

## 参照項目
- 中国の八行五保
- 中国四大一覧